# ФК „Шаан“
„Шаан“ (на немски: Fußballclub Schaan) е лихтенщайнски футболен отбор от град Шаан. Отборът играе домакинските си мачове на стадион „Шпортплац Райнвизе“ с капацитет 1 500 зрители. Отборът играе в швейцарската любителска Трета лига (седмо ниво на швейцарския футбол).
Клубът е официално създаден на 1 юли 1949 година. Рекордната загуба на Шаан през сезон 2015/16 година във финала за Купата на Лихтенщайн, губейки с 0:11 от „Вадуц“.
„Шаан“ е шампион на Лихтенщайн през 1934 година и 3-кратен носител на Купата на Лихтенщайн.
През сезон 1994/95 играе срещу „Пирин“ (Благоевград) в трунира за КНК, където губи с общ резултат 0:4 (0:1, 0:3).
Вторият отбор на „Шаан“ се нарича „ФК Адзури Шаан“ и играе в 5. лига, група 2.

## Успехи
Лихтенщайн
- Шампионат на Лихтенщайн
  -  Шампион (1): 1934
- Купа на Лихтенщайн
  -  Носител (3): 1954/55, 1962/63, 1993/94
  -  Финалист (11): 1955/56, 1956/57, 1959/60, 1960/61, 1961/62, 1964/65, 1965/66, 1969/70, 1970/71, 1992/93, 2015/16
  - 3-то място (2, рекорд): 1966/67, 1967/68

Швейцария
- Четвърта лига на Швейцария: (7 ниво)
  -  Шампион (1): 2020/21